# ピアーズ・セラーズ
ピアーズ・ジョン・セラーズ（Piers John Sellers、1955年4月11日 - 2016年12月23日）は、イギリス生まれの宇宙飛行士。
イングランドのサセックス州クロウバラ生まれ。エディンバラ大学で生態学を、リーズ大学で生物気象学を学ぶ。
1982年にイギリスを離れ、アメリカのメリーランド州に移る。宇宙飛行士になるために応募したが、アメリカの市民権を持っていなかったために難しい立場にあった。しかし1991年に市民権を取得、1996年にNASAによって選ばれ、2002年、STS-112で初めての任務に着いた。
闘病しながら気候変動への警鐘を鳴らす活動をしていた。レオナルド・ディカプリオとともに気候変動問題を扱うドキュメンタリー番組「 地球が壊れる前に 」出演。

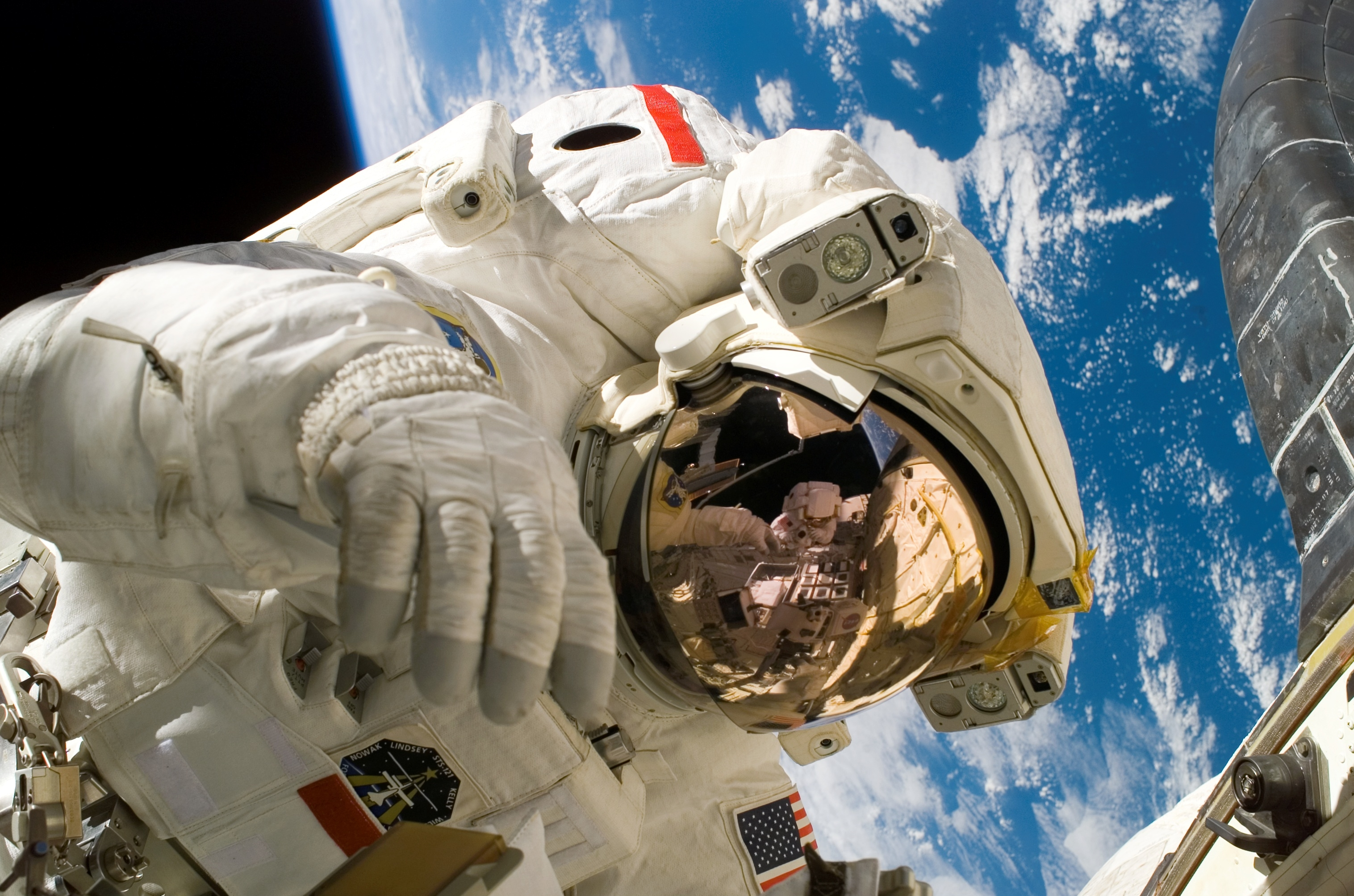
ミッションSTS-121の船外活動で、軌道船の断熱材修復技術を披露するセラーズ宇宙飛行士

2016年12月23日死去。